# Antonio Gaspar Galán
Antonio Gaspar Galán (Jarque de Moncayo. Zaragoza. 1961) es profesor titular de la Universidad de Zaragoza desde el año 1992 y pertenece al Departamento de Filología Francesa, donde imparte clases de lengua y lingüística francesas. Sus trabajos de investigación se centran en la historiografía de la enseñanza del francés en España y en el análisis del discurso. Es autor de numerosos artículos y de varios libros, entre los que se cuentan La determinación del substantivo en el francés del siglo XVI, El vocabulario de los vocablos de Jacques de Liaño Archivado el 20 de febrero de 2017 en Wayback Machine., La gramática francesa de Baltasar de Sotomayory coeditor de varias monografías como Histoire de l'enseignement du français aux Espagnols Archivado el 20 de febrero de 2017 en Wayback Machine. o Les discours politiques: regards croisés.
Desde 1995 hasta 2008 fue concejal y portavoz de Chunta Aragonesista en el Ayuntamiento de Zaragoza y durante el mandato 2003-2007 formó parte del gobierno municipal PSOE-CHA como Teniente de alcalde Delegado del Área de Urbanismo y Arquitectura y de Planeamiento y Vivienda. Durante este periodo se llevó a cabo un importante plan de equipamientos municipales (entre ellos el Pabellón deportivo Siglo XXI), se impulsó la implantación del tranvía, y se urbanizó y comenzó a edificar el barrio de Valdespartera, que cuenta con más de 9.000 viviendas de protección oficial y con el primer sistema de recogida automatizada subterránea de residuos de la ciudad. En los años 2004 y 2006 el barrio recibió la distinción del "Comité Hábitat de Naciones Unida para el Desarrollo Urbano Sostenible" como buena práctica urbanística mundial por su sostenibilidad medioambiental.